# موریس کانروی
موریس کانروی (انگلیسی: Maurice Conroy; ۲۶ آوریل ۱۹۱۹ – دسامبر ۲۰۰۶) بازیکن فوتبال اهل بریتانیا بود.
از باشگاه‌هایی که در آن بازی کرده‌است می‌توان به باشگاه فوتبال اسکانتورپ یونایتد و باشگاه فوتبال فولام اشاره کرد.